# Forteresse d'Isar
La forteresse d'Isar ou Tchréchtché (macédonien : Тврдина Исар), est une forteresse qui domine la ville de Štip, située dans l'est de la Macédoine du Nord. Elle est construite sur un promontoire qui domine la confluence de la Bregalnitsa et l'Otinya, un petit affluent qui traverse le centre de Štip. Le site est aujourd'hui en ruines.

## Archéologie
Les murs d'enceinte font en général 1,3 mètre de large, mais quelques portions sont plus épaisses. L'ensemble est divisé entre basse-cour et haute-cour, cette dernière faisant 160 mètres de long pour 20 mètres de large au maximum. Les fondations de citernes d'eau, de tours de guet ainsi que du donjon sont encore visibles. La basse-cour fait 250 mètres sur 50.

## Histoire
La position stratégique du site est remarquée par les Romains et ils y ont fondé Astibos, une ville encore visible à travers les ruines de divers édifices construits du IIe au VIe siècle, notamment une basilique. Le site est pris en 1014 par l'empereur byzantin Basile II lors de la guerre contre le tsar de Bulgarie Samuel Ier. Ensuite, aucun écrit ne mentionne Isar jusqu'à la période serbe. Les Serbes envahissent la région en 1328, puis construisent la forteresse actuelle. Elle est prise par les Ottomans en 1385 qui y installent des soldats. Le site est toutefois à l'abandon lorsqu'Evliya Çelebi la visite au XVIIe siècle.

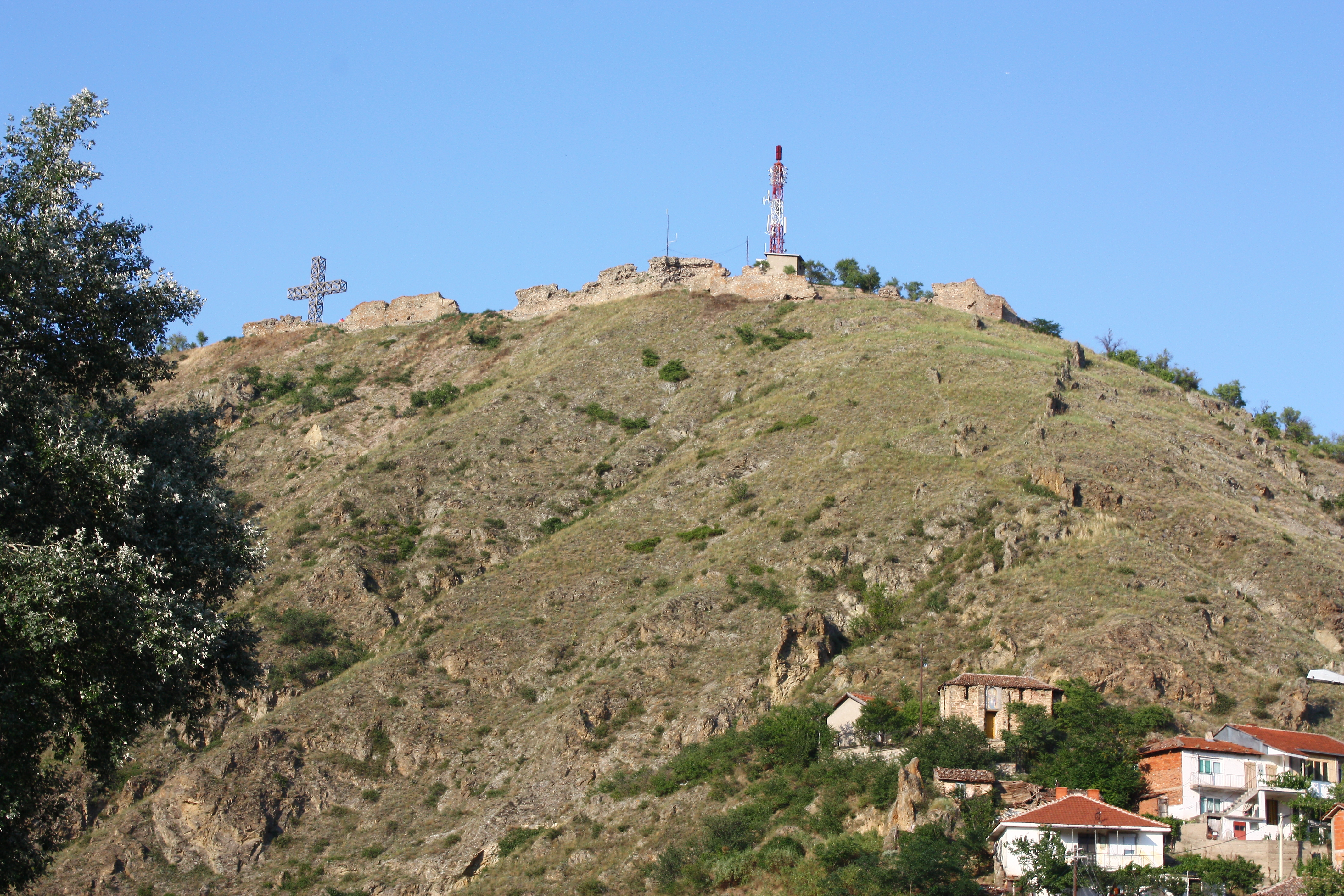
Vue de la forteresse et de sa colline
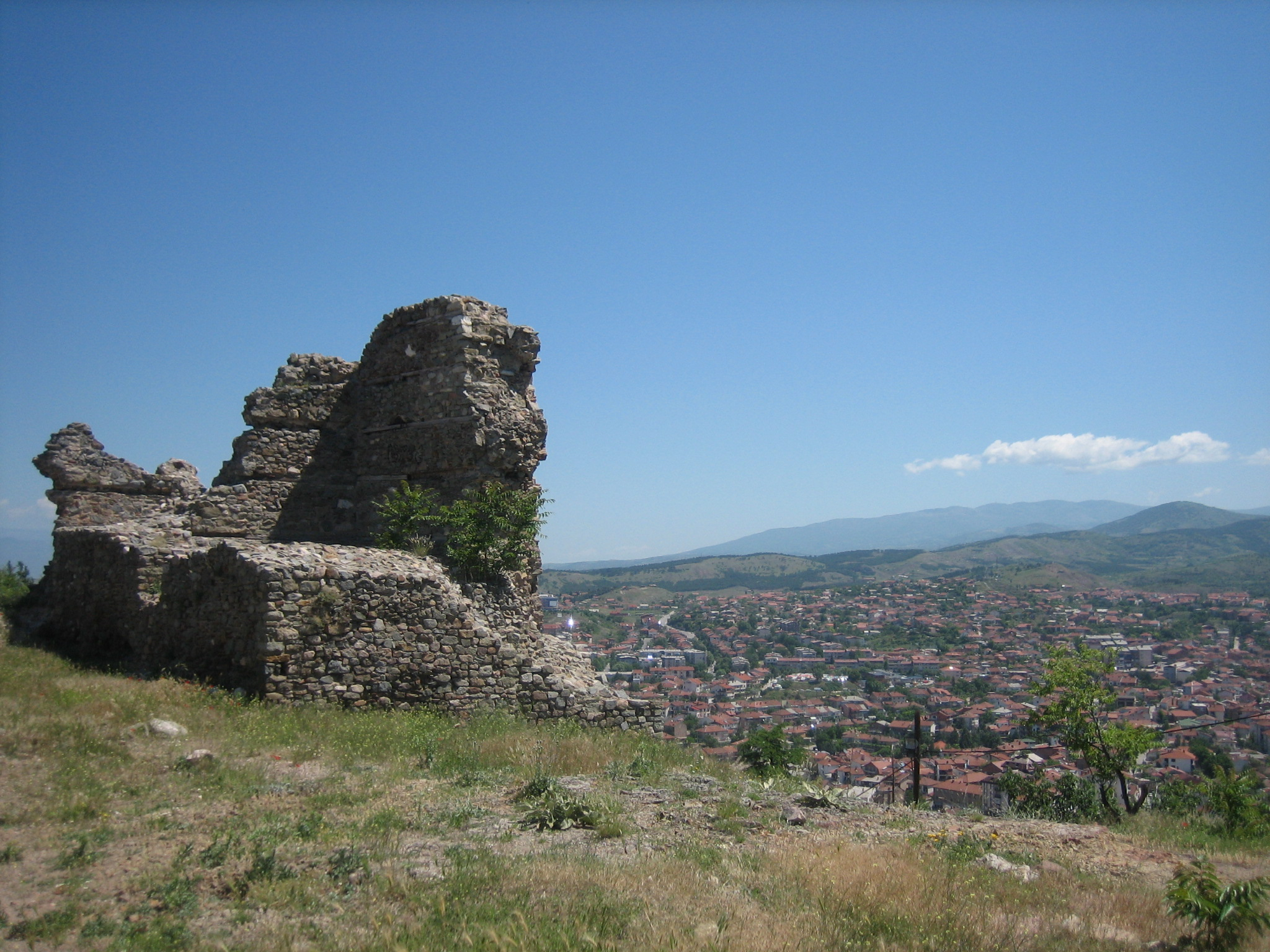
Les ruines et la ville de Štip
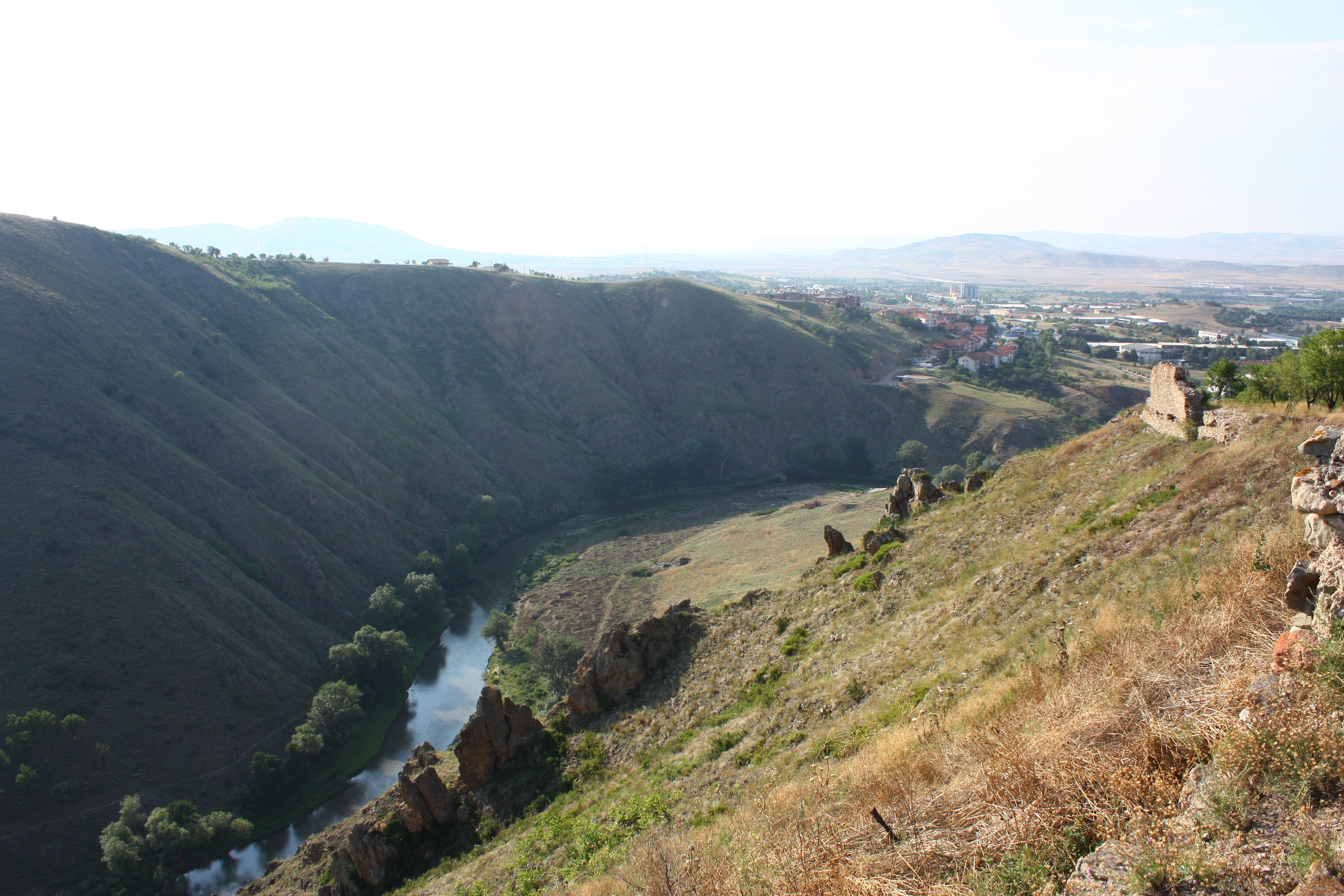
La Bregalnitsa vue de la forteresse